# Richard III (film fra 1912)
|  | For andre betydninger af Richard III, se Richard 3. (flertydig) |
Richard III er en amerikansk-fransk stumfilm fra 1912 af André Calmettes og James Keane.
Filmen er baseret på Shakespeares skuespil Richard den Tredje.

## Medvirkende
- Frederick Warde som Richard
- Robert Gemp som Edward IV
- Albert Gardner som Edward
- James Keane som Earl
- George Moss som Tressel